# Берендорф (Франция)
Берендорф (фр. Baerendorf) — коммуна на северо-востоке Франции в регионе Гранд-Эст (бывший Эльзас — Шампань — Арденны — Лотарингия), департамент Нижний Рейн, округ Саверн, кантон Ингвиллер. До марта 2015 года коммуна административно входила в состав упразднённого кантона Дрюлинген (округ Саверн).
Площадь коммуны — 7,53 км², население — 300 человек (2006) с тенденцией к стабилизации: 323 человека (2013), плотность населения — 42,9 чел/км².

## Население
Население коммуны в 2011 году составляло 315 человек, в 2012 году — 320 человек, а в 2013-м — 323 человека.
| 1962 | 1968 | 1975 | 1982 | 1990 | 1999 | 2006 | 2008 | 2011 | 2012 | 2013 |
| ---- | ---- | ---- | ---- | ---- | ---- | ---- | ---- | ---- | ---- | ---- |
| 310  | 318  | 313  | 294  | 295  | 305  | 300  | 302  | 315  | 320  | 323  |

Динамика населения:

## Экономика
В 2010 году из 189 человек трудоспособного возраста (от 15 до 64 лет) 139 были экономически активными, 50 — неактивными (показатель активности 73,5 %, в 1999 году — 64,4 %). Из 139 активных трудоспособных жителей работали 131 человек (73 мужчины и 58 женщин), 8 числились безработными (5 мужчин и 3 женщины). Среди 50 трудоспособных неактивных граждан 11 были учениками либо студентами, 22 — пенсионерами, а ещё 17 — были неактивны в силу других причин.